# Scatman's World
Scatman's World é o álbum de estréia do músico estadunidense Scatman John, gravado após o sucesso mundial do single "Scatman (Ski-Ba-Bop-Ba-Dop-Bop)". Foi lançado em 10 de Julho de 1995. É uma espécie de álbum conceitual que fala da sociedade utópica de "Scatland", sobre a qual há anotações no folheto do álbum, "se você está se perguntando onde fica Scatland, você não precisa ir procurar muito longe; fica entre seus sonhos mais profundos e seus desejos mais sinceros".
As músicas abordam vários elementos da sociedade dos Estados Unidos e muitas experiências pessoais: "Popstar" é uma brincadeira com a natureza efêmera do estrelato; "Quiet Desperation" fala do problema dos desabrigados; "Time (Take Your Time)" é um canção sobre o grupo dos Alcoólicos Anônimos.
O clímax do álbum é a canção "Song of Scatland", uma balada dedicada à terra imaginária que foi lançada como um single. "Hi, Louis" encerra o álbum com um tradicional scat sobre jazz piano — o título é provavelmente uma referência a Louis Armstrong, a quem Scatman John faria uma homenagem em Everybody Jam!, o álbum seguinte.
Scatman's World foi extremamente popular internacionalmente, particularmente no Japão, onde alcançou o 2º lugar e permaneceu nas paradas por 40 semanas, vendendo cerca de 1 milhão e meio de cópias ao todo. Na época do lançamento deste álbum, Scatman John tinha 53 anos de idade. Até então, John Paul Larkin — seu nome verdadeiro — ganhava a vida como pianista de jazz, tocando em bares, clubes e navios de cruzeiro. Ele morreria quatro anos depois.
| Críticas profissionais                                                      | Críticas profissionais |
| Avaliações da crítica                                                       | Avaliações da crítica  |
| Fonte                                                                       | Avaliação              |
| --------------------------------------------------------------------------- | ---------------------- |
| allmusic                                                                    | [ 1 ]                  |
| Esta tabela precisa de ser acompanhada por texto em prosa. Consulte o guia. |                        |

## Faixas
| N.º | Título                                 | Duração |  |
| 1.  | "Welcome to Scatland"                  | 0:49    |  |
| 2.  | "Scatman's World"                      | 3:40    |  |
| 3.  | "Only You"                             | 3:42    |  |
| 4.  | "Quiet Desperation"                    | 3:51    |  |
| 5.  | "Scatman (Ski-Ba-Bop-Ba-Dop-Bop)"      | 3:30    |  |
| 6.  | "Sing Now!"                            | 3:38    |  |
| 7.  | "Popstar"                              | 4:13    |  |
| 8.  | "Time (Take Your Time)"                | 3:41    |  |
| 9.  | "Mambo Jambo"                          | 3:30    |  |
| 10. | "Everything Changes"                   | 4:38    |  |
| 11. | "Song of Scatland"                     | 5:05    |  |
| 12. | "Hi, Louis"                            | 2:34    |  |
| 13. | "Scatman" (Game Over Jazz – bônus)     | 5:03    |  |
| 14. | "Scatman" (Spike Mix – bônus no Japão) | 6:43    |  |

## Posições nas paradas musicais
| Parada musical (1995)                | Melhor posição |
| ------------------------------------ | -------------- |
| Alemanha - Media Control Charts      | 6              |
| Áustria - Parada Musical             | 25             |
| Bélgica - Ultratop Albums (Flandres) | 13             |
| Bélgica - Ultratop Albums (Valônia)  | 11             |
| Finlândia - Mitä hittiä              | 1              |
| Japão - Oricon                       | 2              |
| Noruega - VG-lista                   | 6              |
| Países Baixos - MegaCharts           | 20             |
| Reino Unido - UK Albums Chart        | 104            |
| Suécia - Sverigetopplistan           | 42             |
| Suíça - Schweizer Hitparade          | 4              |